# اثنين أغلو
إثنين أڭلو هي قرية سوسية وجماعة قروية بإقليم تيزنيت في المملكة المغربية. بلغ عدد ساكنتها 14632 نسمة حسب احصاء سنة 2004. وبها يقع رباط سيدي وكاك، مدرسة وجاج بن زلو وعبد الله بن ياسين، التي كانت مهد الدولة المرابطية.

## جغرافيا
يقع أكلو بقدم الأطلس الصغير الغربي، يحده من الشرق مدينة تزنيت، من الغرب المحيط الأطلسي، من الشمال المعدر الكبير ومن الجنوب أربعاء الساحل وبونعمان. ويمتد تراب أكلو على مساحة تقدر ب261 كم². ومن الناحية الطوبغرافية، فإن المنطقة يغلب عليها طابع الإنبساط لا سيما وأنها تنتمي إلى سهل تزنيت خاصة منخفظ تزنيت الذي يقع شمال الأطلس الصغير ويتخذ شكل مستطيل منفتح على المحيط الأطلسي، فهو سهل متماسك وقليل التموج وذو ارتفاع مهم عند كتلة كردوس شرق تزنيت، أما الحزام الهضبي المحيط بكتلة افني فهو ينحصر بين المحيط الأطلنتيكي غربا وسهل تزنيت شرقا، ويتخذ شكل مثلث، ففي الجهة الشرقية يتصل مع السهل بشكل تدريجي حيث لا يتجاوز مدى الحافة 250 مترا. أما الجهة الغربية المطلة على المحيط الأطلسي فإنها شديدة التقطع في النصف الجنوبي انطلاقا من دوار «سيدي بونواور» في اتجاه «دوار كرايزيم».

## سكان
يتنوع أصل سكان أكلو، فالاغلبية الساحقة عبارة عن عناصر بيضاء تنحدر من قبائل لمطة الجزولية, النازحين من جبال جزولة. وقد كانت هذه الفئة هي التي تحارب و تتحكم في الثروات كالاراضي الفلاحية وملكية الماء وقطعان الماشية , بمعنى استحواذها على الجاه و السلطة , و هذا ما يجعلهم يترفعون على مزاولة الأعمال اليدوية والحرف المهنية مثل الحدادة و السكافة و التي كانت من اختصاص العبيد.
وعنصر الحراطين «إسمكان» وهم الأقلية مقارنة مع اللمطيين, يعتقد أنهم جلبوا من جنوب نهر السنغال, وكان يتم توظيفهم كطاقة إنتاجية إما في البيوت بالنسبة للنساء «تويا» , أو في الحقول. و مع مجيء الاستقلال عرفت هذه الظاهرة اندثارا حيث حصلوا على حريتهم. ومع مرور الزمن حدثت مصاهرة بين الجنسين الأبيض و الأسود لتعطي لنا فئة قليلة من الخلاسيين.
كما يوجد عنصر الشرفاء "إكرامن" وهم في الأصل علماء وشيوخ الزوايا قدموا من جبال جزولة مثل "سيدي أحمد او موسى" , "تمكيشت", "اليغ"... و كان من وراء تواجدهم وتوافدهم على المنطقة وجود المدرسة العثيقة "سيدي وكاك" التس أسساها وجاج بن زلو اللمطي, و التي يأتون إليها كفقهاء ومفتو و موثقوا العقود , كما كانوا يستفيدون من نصيب في الاعشار المقدمة لزاوية "سيدي و كاك". و قد حضيت هذه الفئة من جراء مكانتها العلمية و الفقهية باحترام السكان الاصليون, الذين كانوا يمنحون لهم الهدايا والعطايا قصد التبرك, ومن أمثال هؤلاء الشرفاء "إد سيدي حساين" , "إد سيدي الطالب", إد سيدي مبارك", و "ارفاكن" , "إكرامن" وغيرهم. مع مرور الزمن تخلى أبناءهم عن الموروث والذي سيبقى مجرد ذكريات لمنجزات مخطوطة و محفوظة في الخزانات و المتاحف، كما هو شأن الحركة العلمية في سائر المغرب.
وبين ساكنة أكلو تواجد العنصر اليهودي من أصول أمازيغية, وارتبط وجودها خاصة بدوار أمراغ والذي يضم الملاح. وكانوا من السباقين إلى التجارة في المنطقة وممارسة بعض الحرف التقليدية كصناعة الفضة «تسياخت» و الأدوات الفلاحية «أولو» , «إحلياس». وفرغت المنطقة منهم بعد الهجرة إلى إسرائيل خلال الستينات.

## وصلات خارجية
- بوابة أكلو الالكترونية
- جمعية الإشعاع الثقافي - زاوية سيدي وكاك جماعة أكلو
- جمعية أسايس للفن والتراث زاوية سيدي وكاك أكلو